# Andrea Stefani

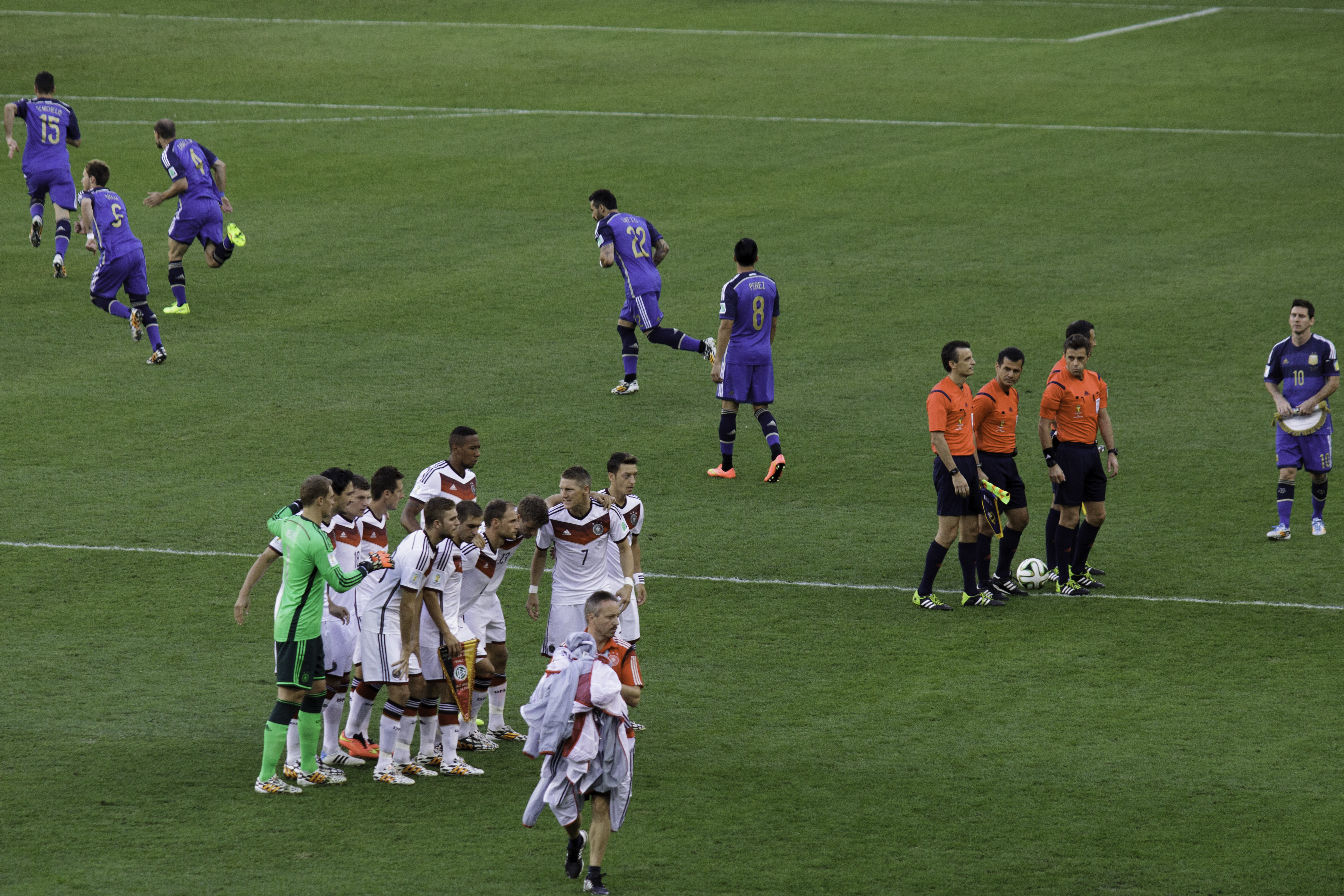
Stefani, Vera, Rizzoli und Faverani (v. l. n. r.) beim Finale der Fußball-WM 2014

Andrea Stefani (* 15. Oktober 1969 in Mailand) ist ein ehemaliger italienischer Fußballschiedsrichterassistent.
Stefani war von September 2004 bis Mai 2015 Schiedsrichterassistent in der Serie A. Insgesamt kam er bei 174 Partien zum Einsatz. Zudem leitete er von 2007 bis 2014 insgesamt 16 Spiele in der Europa League und 28 Spiele in der Champions League.
Von 2007 bis 2015 stand Stefani auf der Liste der FIFA-Schiedsrichter und leitete internationale Partien.
Als Schiedsrichterassistent von Nicola Rizzoli war Stefani bei der Klub-Weltmeisterschaft 2011 in Japan, bei der Europameisterschaft 2012 in Polen und der Ukraine, bei der U-20-Weltmeisterschaft 2013 in der Türkei und bei der Weltmeisterschaft 2014 in Brasilien im Einsatz (zusammen mit Renato Faverani).
Am 13. Juli 2014 leiteten Rizzoli, Stefani und Faverani das Finale der Fußball-Weltmeisterschaft 2014 zwischen Deutschland und Argentinien (1:0 n. V.).

## Einsätze bei der Fußball-Weltmeisterschaft 2014
| Phase         | Datum         | Spielort       | Heimmannschaft | Gastmannschaft | Ergebnis  |
| ------------- | ------------- | -------------- | -------------- | -------------- | --------- |
| Gruppenphase  | 13. Juni 2014 | Salvador       | Spanien        | Niederlande    | 1:5 (1:1) |
| Gruppenphase  | 25. Juni 2014 | Porto Alegre   | Nigeria        | Argentinien    | 2:3 (1:2) |
| Viertelfinale | 5. Juli 2014  | Brasília       | Argentinien    | Belgien        | 1:0 (1:0) |
| Finale        | 13. Juli 2014 | Rio de Janeiro | Deutschland    | Argentinien    | 1:0 n. V. |